# Bazainville
Bazainville ist eine französische Gemeinde mit 1.456 Einwohnern (Stand: 1. Januar 2022) im Département Yvelines in der Region Île-de-France. Sie gehört zum Arrondissement Mantes-la-Jolie und zum Kanton Bonnières-sur-Seine (bis 2015: Kanton Houdan). Die Einwohner werden Bazainvillois genannt.

## Geographie
Bazainville liegt etwa 50 Kilometer westsüdwestlich von Paris. Umgeben wird Bazainville von den Nachbargemeinden Tacoignières im Norden, Orgerus im Osten und Nordosten, Millemont im Osten, Gambais im Süden, Maulette im Westen und Südwesten sowie Richebourg im Nordwesten.
Die Route nationale 12 führt an der südlichen Gemeindegrenze entlang.

## Bevölkerungsentwicklung
| Jahr                      | 1962 | 1968 | 1975 | 1982 | 1990 | 1999 | 2006 | 2013 | 2021 |
| Einwohner                 | 479  | 512  | 559  | 746  | 1115 | 1192 | 1324 | 1443 | 1456 |
| Quelle: Cassini und INSEE |      |      |      |      |      |      |      |      |      |

## Sehenswürdigkeiten

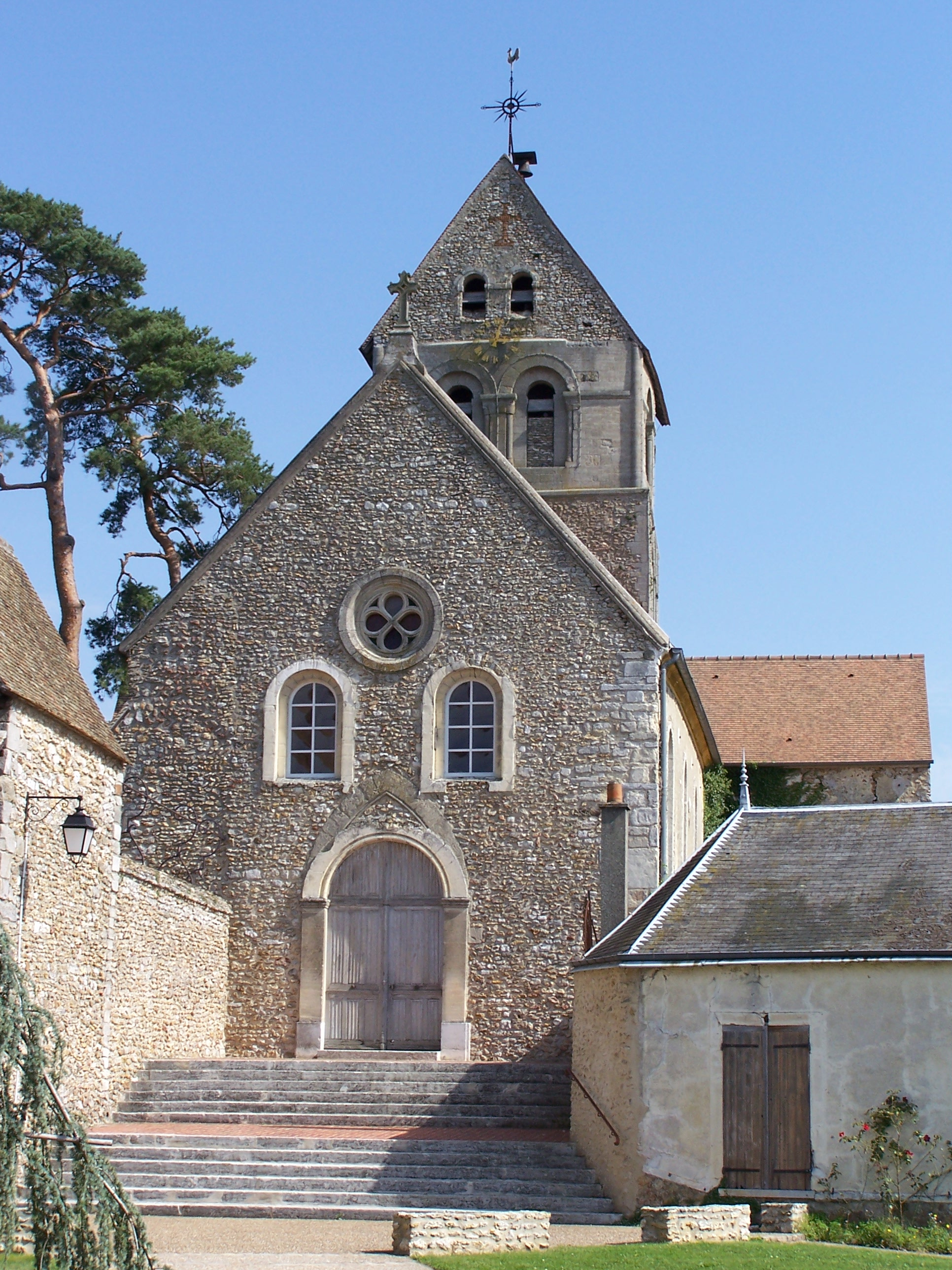
Kirche Saint-Georges

Siehe auch: Liste der Monuments historiques in Bazainville
- Kirche Saint-Georges aus dem 11. Jahrhundert
- Priorat, schwer beschädigt 1944
- Mühle von Giboudet
- Haus Bauge
- Altes Waschhaus